# بانكاج سينغ (سياسي)
بانكاج سينغ (بالهندية: पंकज सिंह)‏ (بالإنجليزية: Pankaj Singh)‏ هو سياسي هندي، ولد في 12 ديسمبر 1978 في نويدا في الهند. حزبياً، نشط في بهاراتيا جاناتا.